# 李田耕
李田耕（1924年4月—2017年7月17日），又名李兰雄，男，河北丰润人，中华人民共和国政治人物，曾任湖南省经济委员会党组书记、主任，湖南省人大常委会副主任。